# 多米尼加共和国广场
多米尼加共和国广场是法国巴黎的一个广场，位于巴黎第八区和巴黎十七区的交界处，蒙梭公园北侧。广场长125米，宽15米。
多米尼加共和国广场得名于加勒比海国家多米尼加共和国。